# Gonivada, Davanagere
Gonivada là một làng thuộc tehsil Davanagere, huyện Davanagere, bang Karnataka, Ấn Độ.